# 김소영 (경제학자)
김소영(1967년~)은 대한민국의 경제학자로, 서울대 경제학과를 나와 미국 예일대학교에서 경제학 석사와 박사학위를 받았고, 서울대학교 경제학부 교수에 재직하였다. 그는 예일대 시절 크리스토퍼 심스의 제자였다. 또한 누리엘 루비니가 박사학위지도교수였다. 그는 심스교수가 제자들에 대한 배려심도 깊고 제자들과는 소통도 자유로웠다고 회고했다. 2007년 청람학술상, 2011년 제4회 니어학술상 경제경영부문을 수상하였다.

## 정책적 관점
김소영은 문재인 정부의 정책을 비판해 오다가 윤석열의 경제 공약 전반에 대해 자문을 맡았다. 윤석열의 경제 공약에 핵심적인 역할을 한 것으로 알려졌다. 윤석열의 경제 지식에 대하여, 그는 "전문가나 알 법한 심오한 부분도 파악하고 있다."고 하였고, 윤석열의 삶이 서민적이라고 하면서, 유능한 경제 대통령이 될 거라 확신한다고 언급하였다.
한국 경제가 저성장 국면에서 벗어나지 못하는 것을 문제점으로 들면서, 규제 철폐와 생산성 확대가 이뤄져야 하며 정부가 시장경제를 많이 활용해야 한다고 주장한다. 정부 주도로 물량공세를 펴서는 저성장 구도를 탈피하는 것이 불가능하다는 것이다.김소영은 윤석열 정부의 부동산 정책을 요약하면서, 문재인 정부가 반(反)시장적 정책이라고 비판했다.